# Брюс Фернісс
Брюс Фернісс (англ. Bruce Furniss, 27 травня 1957) — американський плавець.
Олімпійський чемпіон 1976 року.
Чемпіон світу з водних видів спорту 1975, 1978 років.